# Brachys zikani
Brachys zikani es una especie de escarabajo barrenador metálico del género Brachys, categorizada en la tribu Trachyini, de la subfamilia Agrilinae.

## Taxonomía
Fue descrita por Obenberger en 1923 y publicada en Obenberger J. Studien über die Buprestiden. Entomologische Blätter 19:114-125. (1923).